# Ziua Ohi

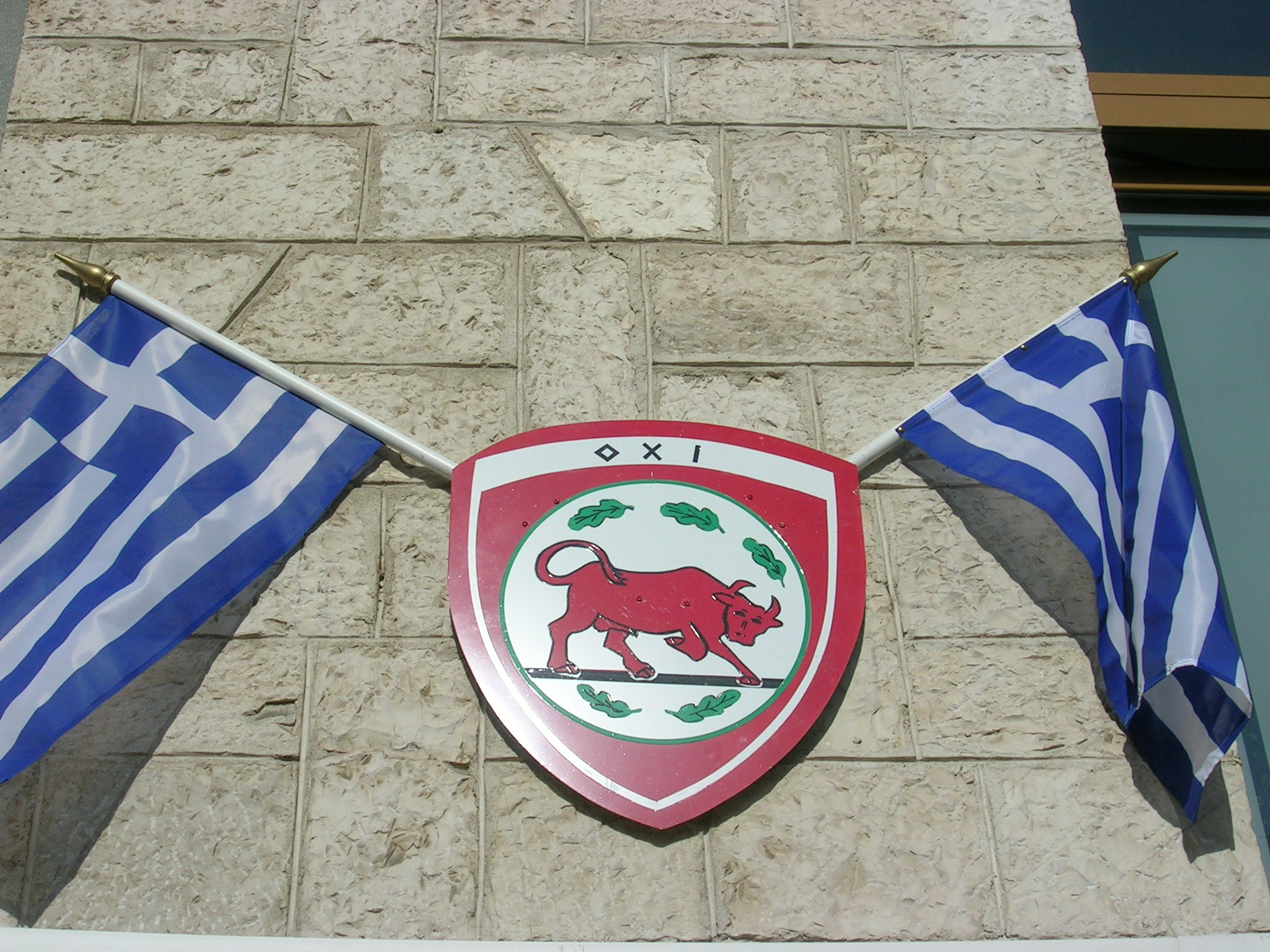
Stemă şi drapele Greciei arborate cu ocazia sărbătoririi Zilei Ohi în Ioannina

Ziua Ohi (în limba greacă: Επέτειος του «'Οχι» – Aniversarea lui «Nu») este o sărbătoare națională în Grecia, Cipru și în toate comunitățile elene din diasporă, care comemorează atitudinea premierului grec Ioannis Metaxas (aflat la putere între 4 august 1936 - 29 ianuarie 1941), cel care a respins ultimatumul dat de dictatorul italian Benito Mussolini pe 28 octombrie 1940.

## Ultimatumul italian
La ora 04:00 în dimineața zilei de 28 octombrie 1940, la încheierea unei petreceri de la ambasada Germaniei, ambasadorul italian la Atena, Emmanuele Grazzi, i-a înmânat lui Metaxas un mesaj ultimativ din partea lui Mussolini. În acest mesaj, Il Duce pretindea libera trecere a trupelor italiene prin Grecia către „puncte strategice” nespecificate din interiorul țării. Se povestește că Metaxas ar fi răspuns cu un singur cuvânt: „Ohi (Nu)”. Deși unii istorici consideră că este vorba mai degrabă de o legendă și afirmă că de fapt Metaxas ar fi răspuns în limba franceză: „Alors, c'est la guerre” („Ei bine, acesta e războiul”), faptul este confirmat de memoriile lui Emmanuele Grazzi. Ca răspuns la refuzul grecilor de a se supune condițiilor ultimatumului, trupele italiene staționate în Albania, în acele vremuri protectorat italian, au atacat Grecia la ora 05:30 dimineața. Acest atac a marcat începutul războiului greco-italian și al bătăliei Greciei, precum și al participării țării la luptele celui de-Al Doilea Război Mondial.

## Sărbătorirea Zilei Nu
În timpul războiului, ziua de 28 octombrie a fost sărbătorită de către toate comunitățile elene din lume și din țară, iar după încheierea celui de-Al Doilea Război Mondial, această zi a fost declarată sărbătoare oficială. Evenimentul din 1940 este celebrat în fiecare an prin parade militare și demonstrații ale tinerilor. Cu această ocazie, pe toate clădirile publice, ca și pe numeroase clădiri private, sunt arborate drapele naționale ale Greciei.